# Birkenia
Birkeniaè un genere estinto di pesci agnati, appartenente agli anaspidi. Visse tra il Siluriano medio e il Siluriano superiore (circa 434 - 419 milioni di anni fa) e i suoi resti fossili sono stati ritrovati in Gran Bretagna, Scandinavia ed Estonia. Alcuni fossili provenienti dal Devoniano inferiore del Canada (circa 412 milioni di anni fa) potrebbero appartenere a Birkenia.

## Descrizione
Questo piccolo pesce era lungo fino a dieci centimetri e, come tutti gli anaspidi, era privo di pinne pari e di mascelle. Possedeva un corpo idrodinamico e relativamente affusolato, terminante in una coda ipocerca (con il lobo inferiore più allungato). Birkenia aveva una bocca in posizione terminale, e la testa era ricoperta da piccole scaglie (anziché essere dotata di scudi ossei fusi come in altri animali simili). Il corpo era dotato di una caratteristica fila di scaglie dorsali di grandi dimensioni e appuntite. Una grande spina al centro del dorso aveva una punta anteriore e una posteriore. Le branchie erano disposte come una fila di aperture lungo il fianco dell'animale, in numero compreso tra 6 e 15.

## Classificazione
Birkenia venne descritta per la prima volta da Traquair nel 1898, sulla base di fossili ritrovati in Scozia in strati del Siluriano. Traquair inizialmente ricostruì l'animale capovolto, perché non erano ancora noti pesci simili con una coda ipocerca. La specie tipo è Birkenia elegans, rinvenuta in terreni del Siluriano medio di Gran Bretagna e Scandinavia. Una specie successiva, B. robusta, è stata ritrovata nel Siluriano superiore di Scandinavia ed Estonia e si differenziava dalla specie tipo per la presenza di scaglie più grandi e robuste. Altri fossili attribuiti a Birkenia provengono dal Devoniano inferiore del Canada.

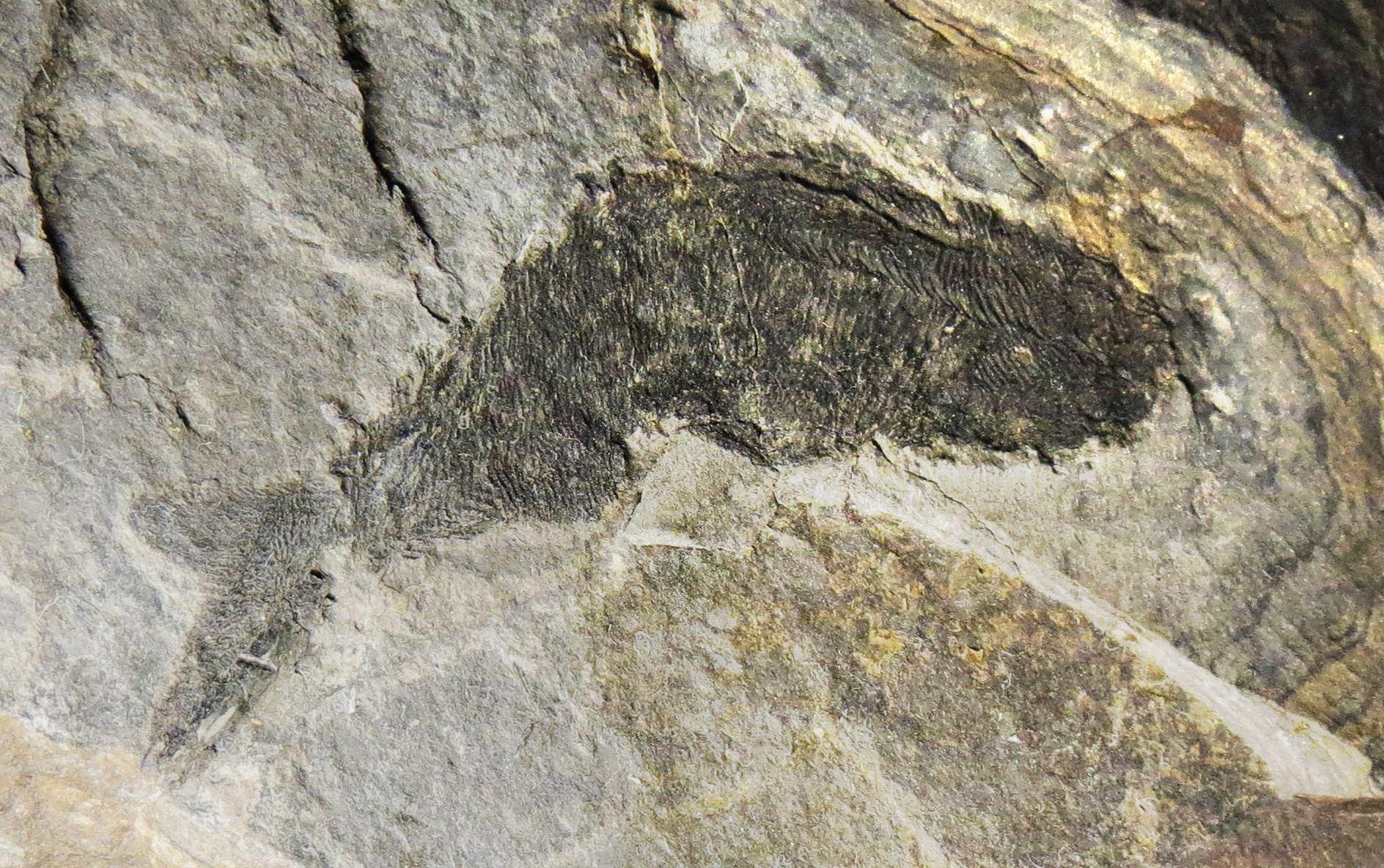
Fossile di Birkenia elegans esposto al Naturalis di Leida

Birkenia era un rappresentante specializzato degli anaspidi, un gruppo di vertebrati senza mascelle, da molti considerati vicini all'origine delle lamprede. Birkenia, tuttavia, era troppo specializzato per poter essere un antenato delle forme attuali. Altri animali simili erano Pterygolepis, Rhyncholepis e Pharyngolepis, tutti facenti parte del gruppo dei Birkeniida.

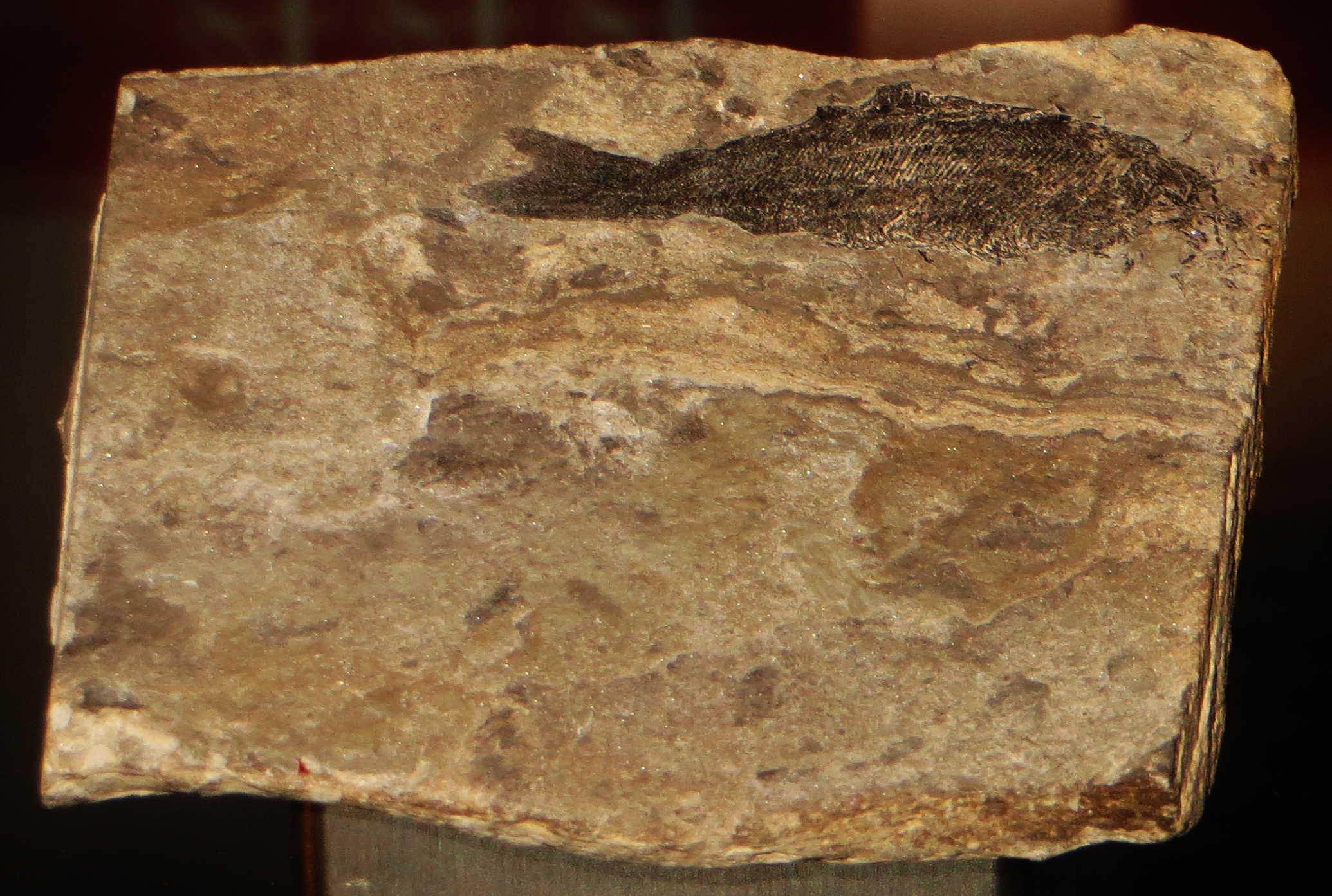
Fossile di Birkenia elegans esposto al Museon dell'Aia

## Paleoecologia
Birkenia era un anaspide adattato al nuoto, che si muoveva per mezzo di potenti colpi di coda. La bocca, posta in posizione terminale, permetteva a Birkenia di aspirare piccole particelle di cibo.